# Rosenau
 Rosenau  (en alsacià Rosenöi) és un municipi francès, situat a la regió del Gran Est, al departament de l'Alt Rin. L'any 1999 tenia 1.840 habitants. Limita al nord-oest amb Kembs-Loechlé i Istein, al nord-est Efringen-Kirchen, a l'oest amb Bartenheim-la-Chaussée, a l'est amb Märkt, al sud-oest amb Saint-Louis i al sud-est amb Village-Neuf.

## Demografia
| 1962 | 1968 | 1975  | 1982  | 1990  | 1999  |
| ---- | ---- | ----- | ----- | ----- | ----- |
| 619  | 673  | 1.031 | 1.591 | 1.501 | 1.840 |

## Administració
| Període   | Identitat           | Partit |
| --------- | ------------------- | ------ |
| 2001-2008 | Dominique Gissinger |        |
| 2008-     | Thierry Litzler     | UMP    |